# Herbert C. Brown
Herbert Charles Brown (22.5.1912 – 19.12.2004) là nhà hóa học người Mỹ đã đoạt giải Nobel Hóa học năm 1979 cho công trình nghiên cứu organoborane.

## Tiểu sử và Sự nghiệp
Brown có tên khai sinh là Herbert Brovarnik sinh tại London trong một gia đình người Ukraina gốc Do Thái nhập cư từ Zhitomir (Ukraine). Tháng 6 năm 1914, gia đình ông di chuyển sang Hoa Kỳ khi ông mới lên 2 tuổi.
Mùa thu năm 1935, ông vào học ở Đại học Chicago, hoàn tất chương trình học 2 năm trong thời giam 3 quý, và đậu bằng cử nhân khoa học năm 1936. Cùng năm, ông nhập quốc tịch Mỹ. Hai năm sau – năm 1938 – ông đậu bằng tiến sĩ cũng ở Đại học Chicago.
Không thể kiếm được việc làm trong ngành công nghiệp, ông quyết định nhận lời mời làm nghiên cứu sinh sau tiến sĩ. Năm 1939, ông trở thành trợ giáo (instructor) ở Đại học Chicago trong 4 năm rồi chuyển sang Đại học Wayne ở Detroit làm giáo sư phụ tá. Năm 1946, ông được thăng chức phó giáo sư.
Năm 1947 ông được bổ nhiệm làm giáo sư môn hóa vô cơ ở Đại học Purdue và gia nhập hội sinh viên đại học Alpha Chi Sigma ở đây năm 1960. Ông giữ chức giáo sư cho tới năm 1978 thì làm giáo sư danh dự (professor emeritus)cho tới khi qua đời năm 2004.
Trong thời Chiến tranh thế giới thứ hai, khi làm việc với Hermann Irving Schlesinger, Brown đã phát hiện một phương pháp để sản xuất natri bohiđrua (NaBH4), có thể được sử dụng để sản xuất borane (hợp chất của bo và hiđrô). Công trình của ông dẫn tới việc phát hiện ra phương pháp thông thường đầu tiên để sản xuất các enantiomer thuần không đối xứng. Ông chuyên nghiên cứu các nguyên tố mang chữ cái đầu của tên ông H, C và B.

## Đời tư
Ngày 6.2.1937, Brown kết hôn với Sarah Baylen, người mà ông cho là đã làm cho ông quan tâm tới "hydrides of boron", một chủ đề liên quan đến công trình trong đó ông với Georg Wittig đã đoạt được giải Nobel Hóa học năm 1979.. Họ có một người con trai.
Brown cho rằng bà Sarah vợ ông đã giúp ông về nội trợ cũng như quản lý tài chính để ông có thể tập trung vào việc nghiên cứu. Theo lời ông, sau khi nhận giải Nobel ở Stockholm, thì ông giữ tấm huy chương còn bà giữ 100.000 dollar Mỹ tiền thưởng.
Ông qua đời ngày 19.12.2004 tại bệnh viện ở Lafayette, Indiana do bị nhồi máu cơ tim.

## Giải thưởng và Vinh dự
- Viện sĩ Viện Hàn lâm Khoa học quốc gia Hoa Kỳ 1957,
- Viện sĩ Viện hàn lâm Hoa học và Nghệ thuật Hoa Kỳ 1966,
- Tiến sĩ danh dự của Đại học Chicago 1968
- Huy chương Nichols 1959
- Giải của Hội Hóa học Hoa Kỳ cho Nghiên cứu sáng tạo trong Hóa học hữu cơ tổng hợp 1960
- Huy chương Linus Pauling 1968
- Giải thưởng Nhà nước về Khoa học, Hoa Kỳ 1969.[6]
- Huy chương Roger Adam 1971
- Huy chương Charles Frederick Chandler 1973
- Giải Madison Marshall 1975
- Huy chương Elliott Cresson 1978
- Viện sĩ nước ngoài của Viện Hàn lâm Khoa học quốc gia Ấn Độ 1978
- Giải Nobel Hóa học 1979 (chung với Georg Wittig)
- Huy chương Priestley 1981
- Huy chương Perkin 1982
- "Phòng thí nghiệm Hóa học Herbert C. Brown" của Đại học Purdue được đặt theo tên ông